# Stift Melk

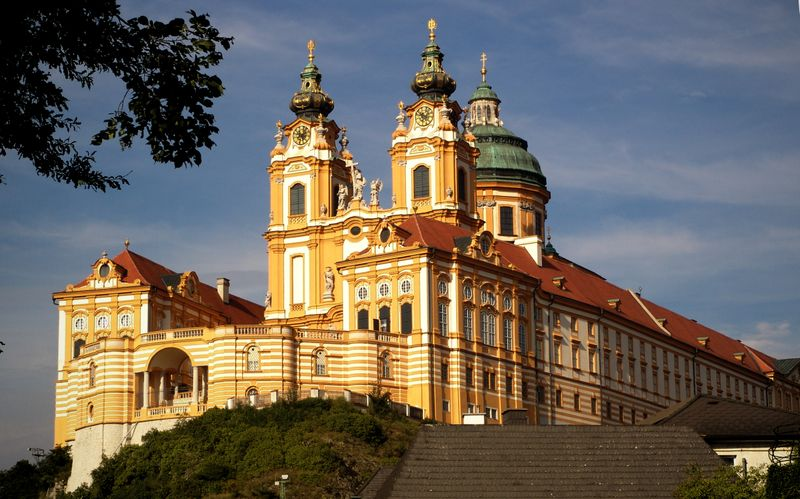
Stift Melk.

Stift Melk är ett benediktinkloster ovanför staden Melk, Niederösterreich, Österrike, på en klippa med utsikt mot floden Donau, i anslutning till dalgången Wachau. Klostret innehåller helgonet Sankt Kolomans grav och även kvarlevorna av ett flertal medlemmar av huset Babenberg, Österrikes första styrande dynasti. Slottet grundades 1089 av Leopold II av Babenberg och hans hustru Ida.
Dagens klosterbyggnad uppfördes mellan 1702 och 1736 efter ritningar av Jakob Prandtauer. I klosterkyrkan finns fresker utförda av Johann Michael Rottmayr.

## Galleri

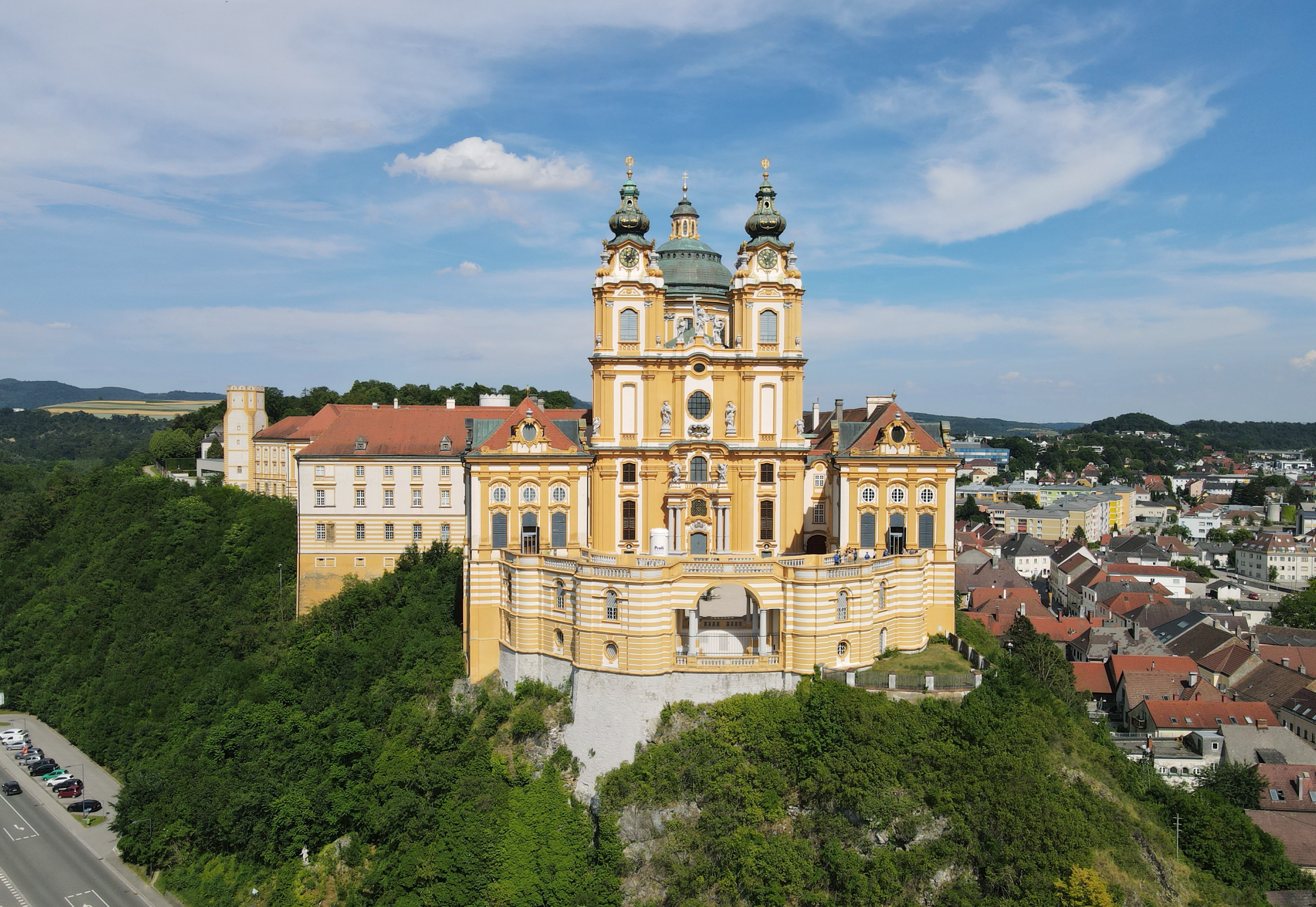
Stift Melk
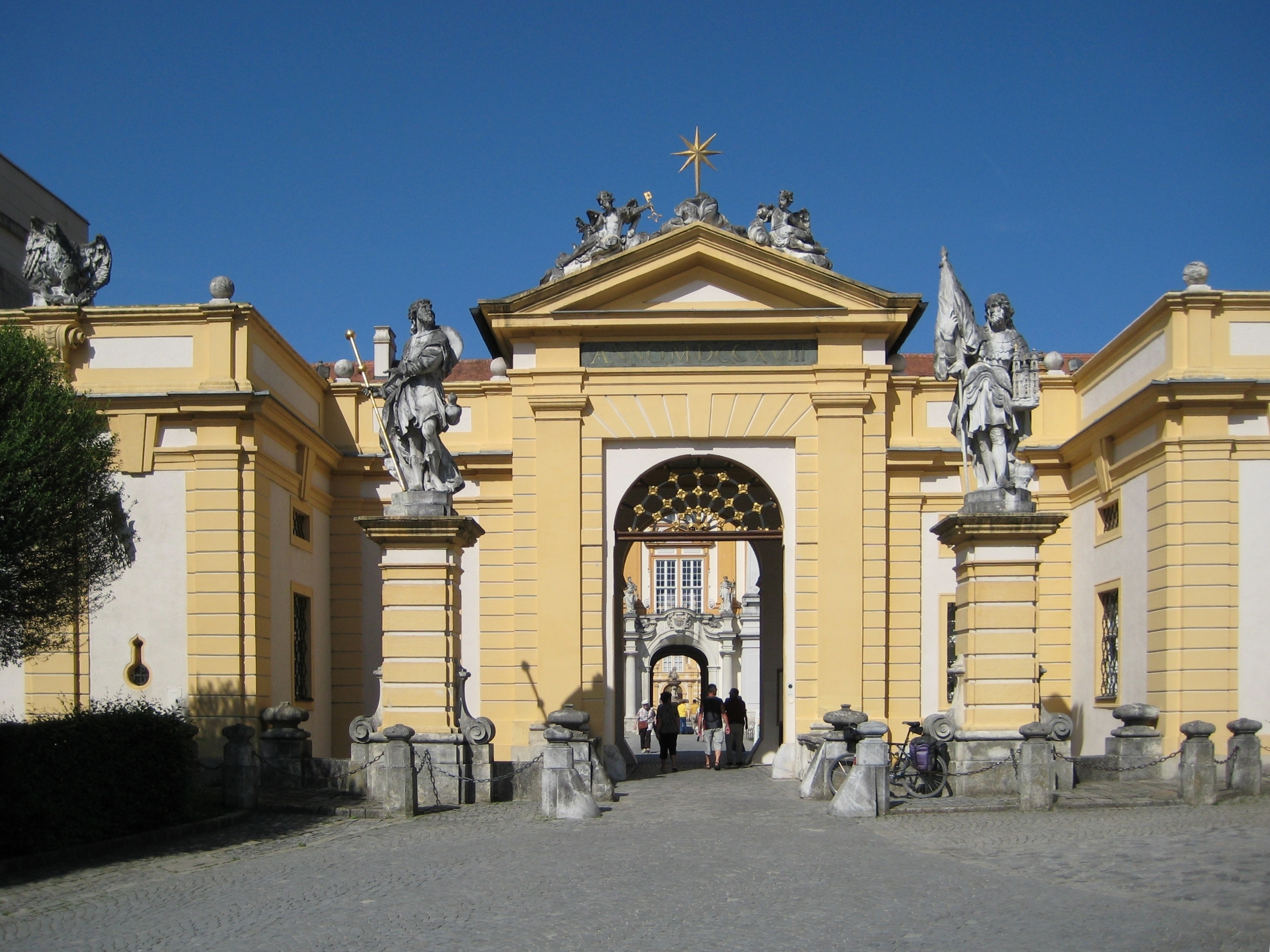
Huvudingång
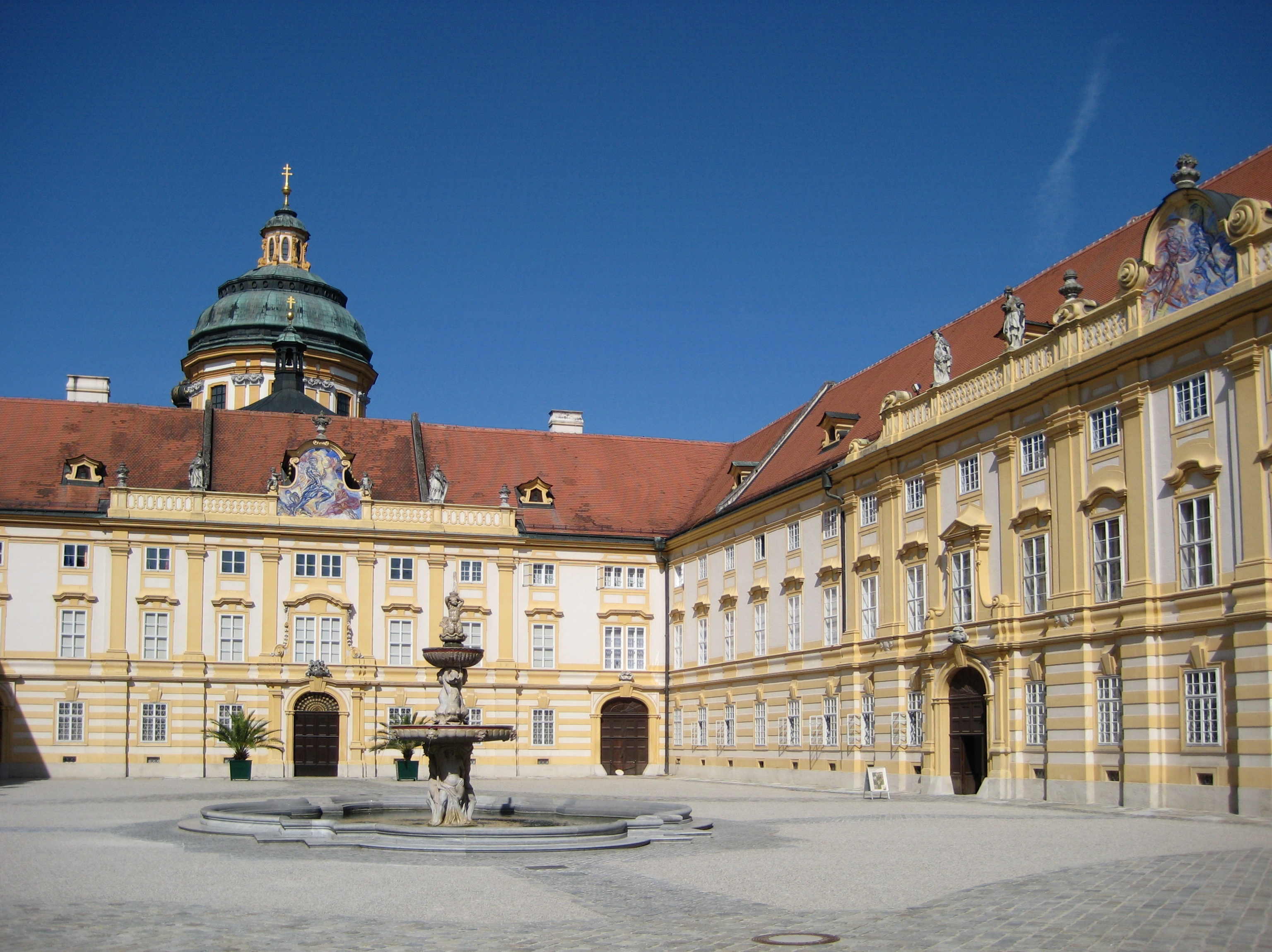
Prelatens borggård
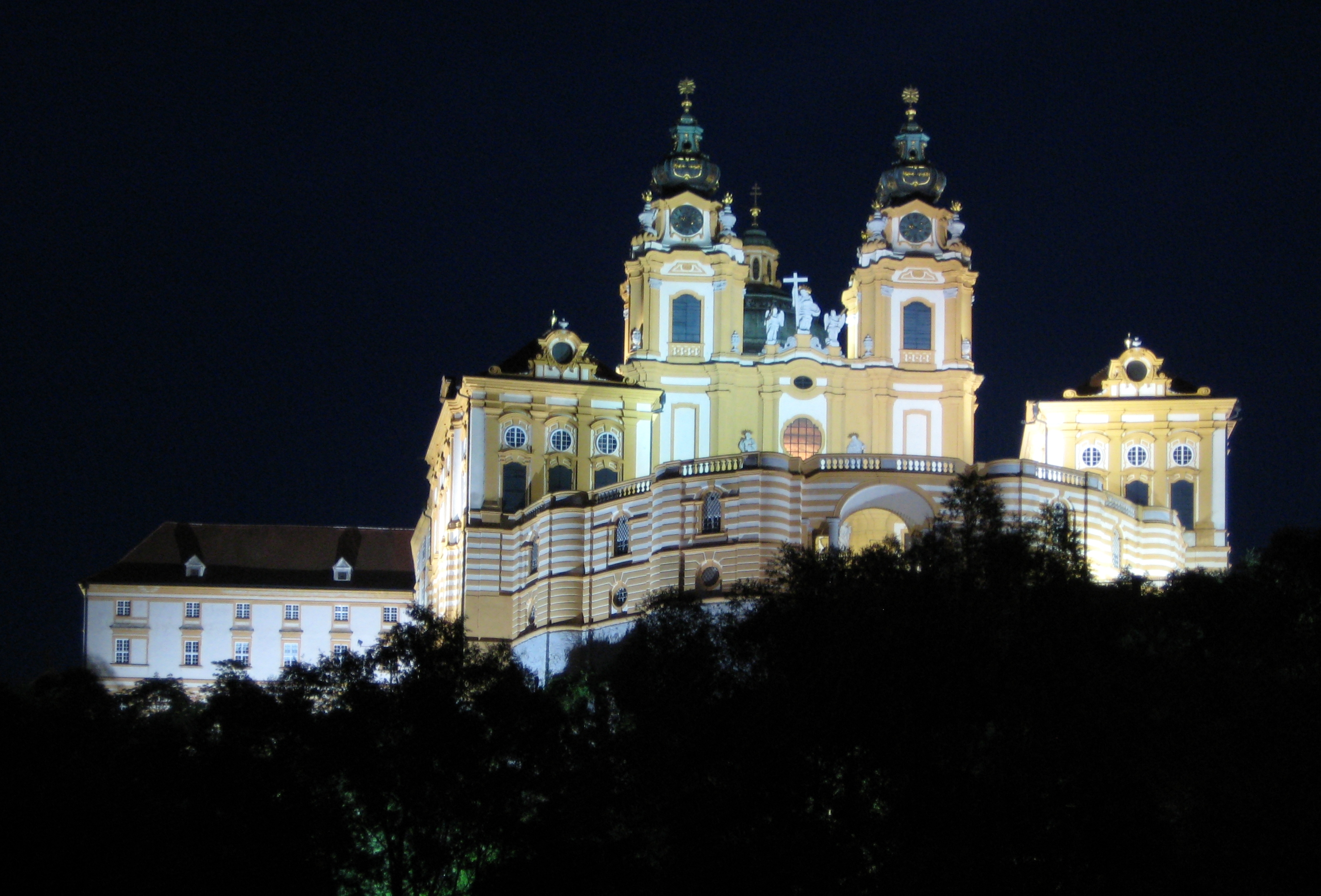
Stift Melk på natten
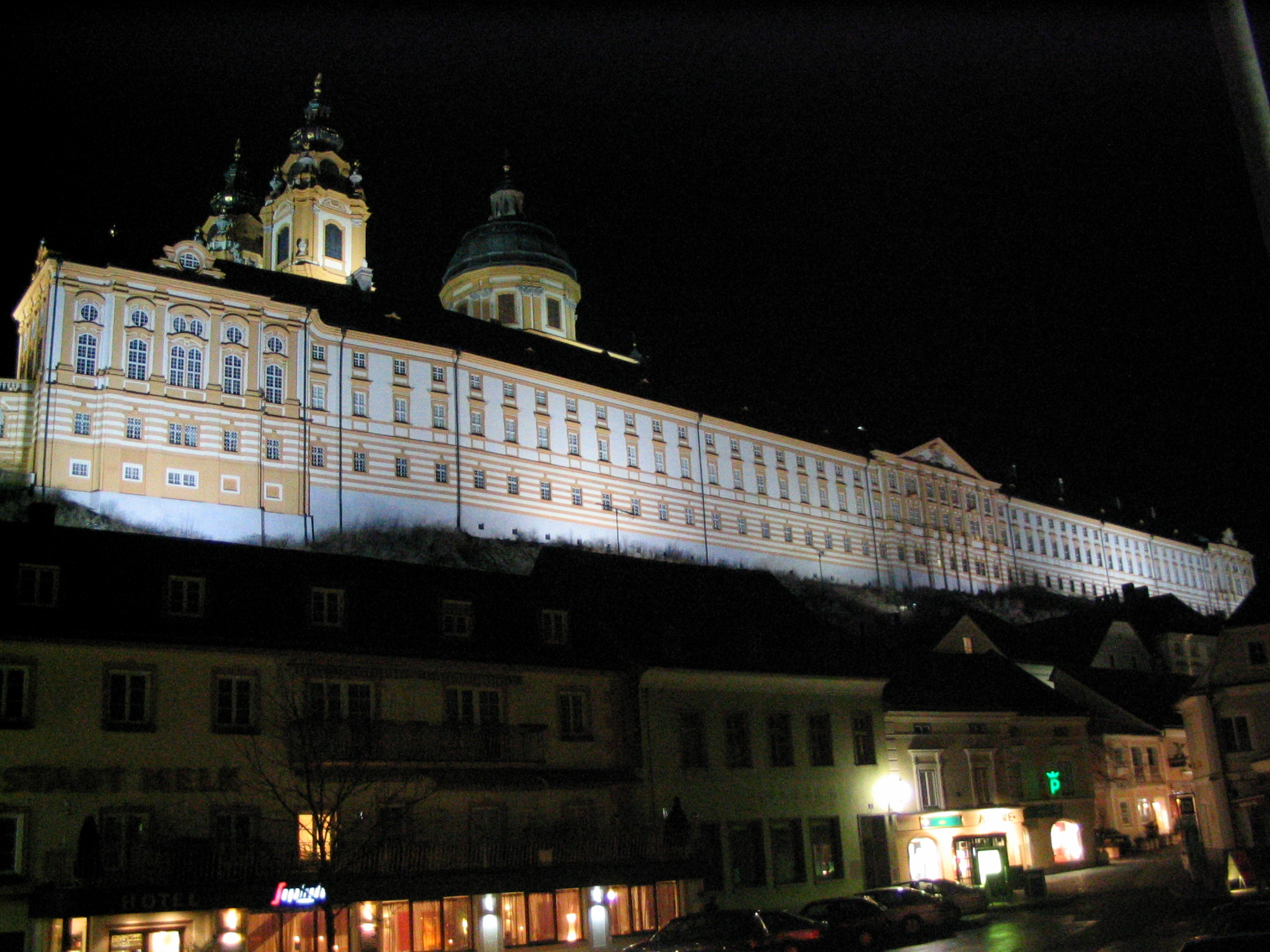
Stift Melk på natten från den gamla staden
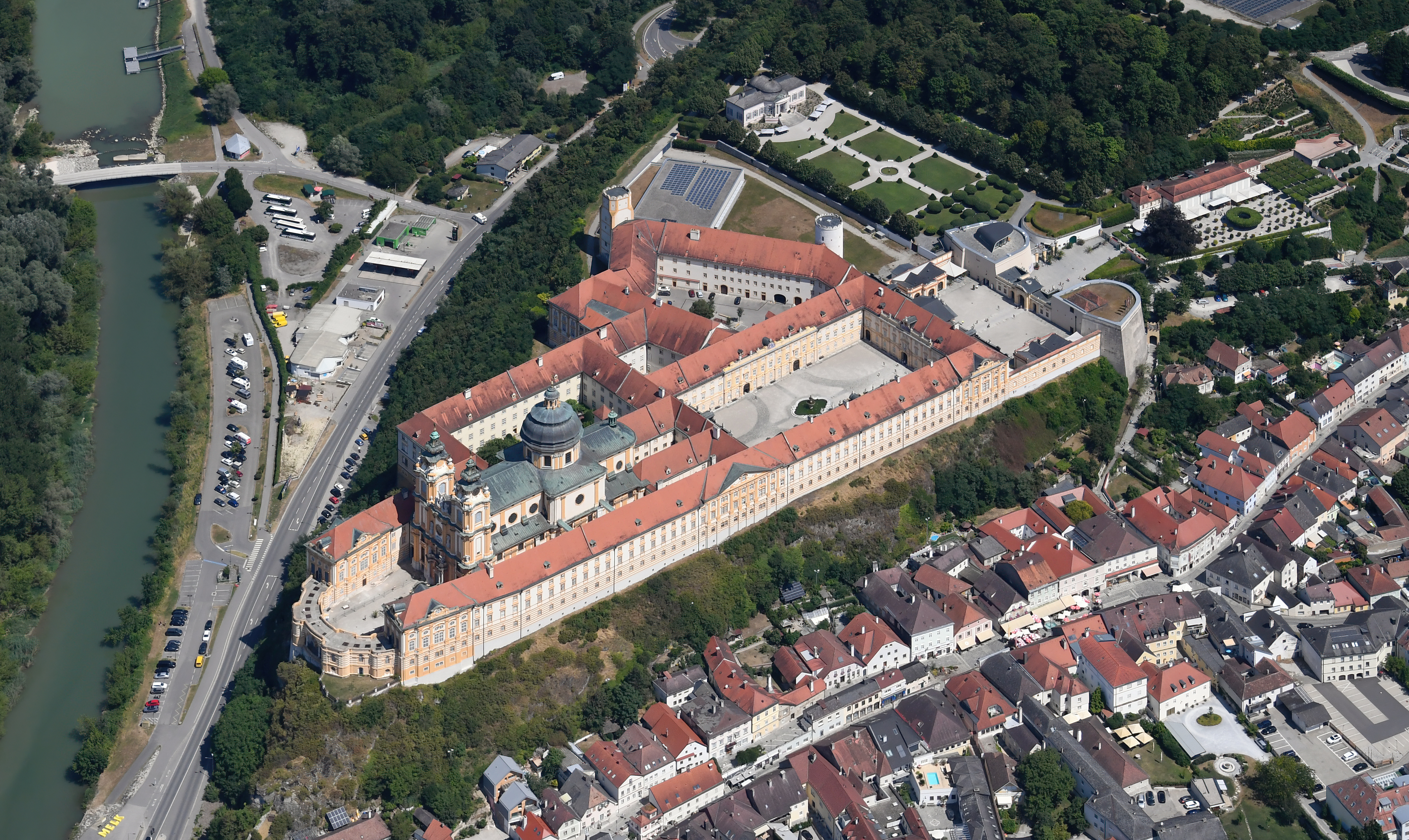
Bild ovanifrån
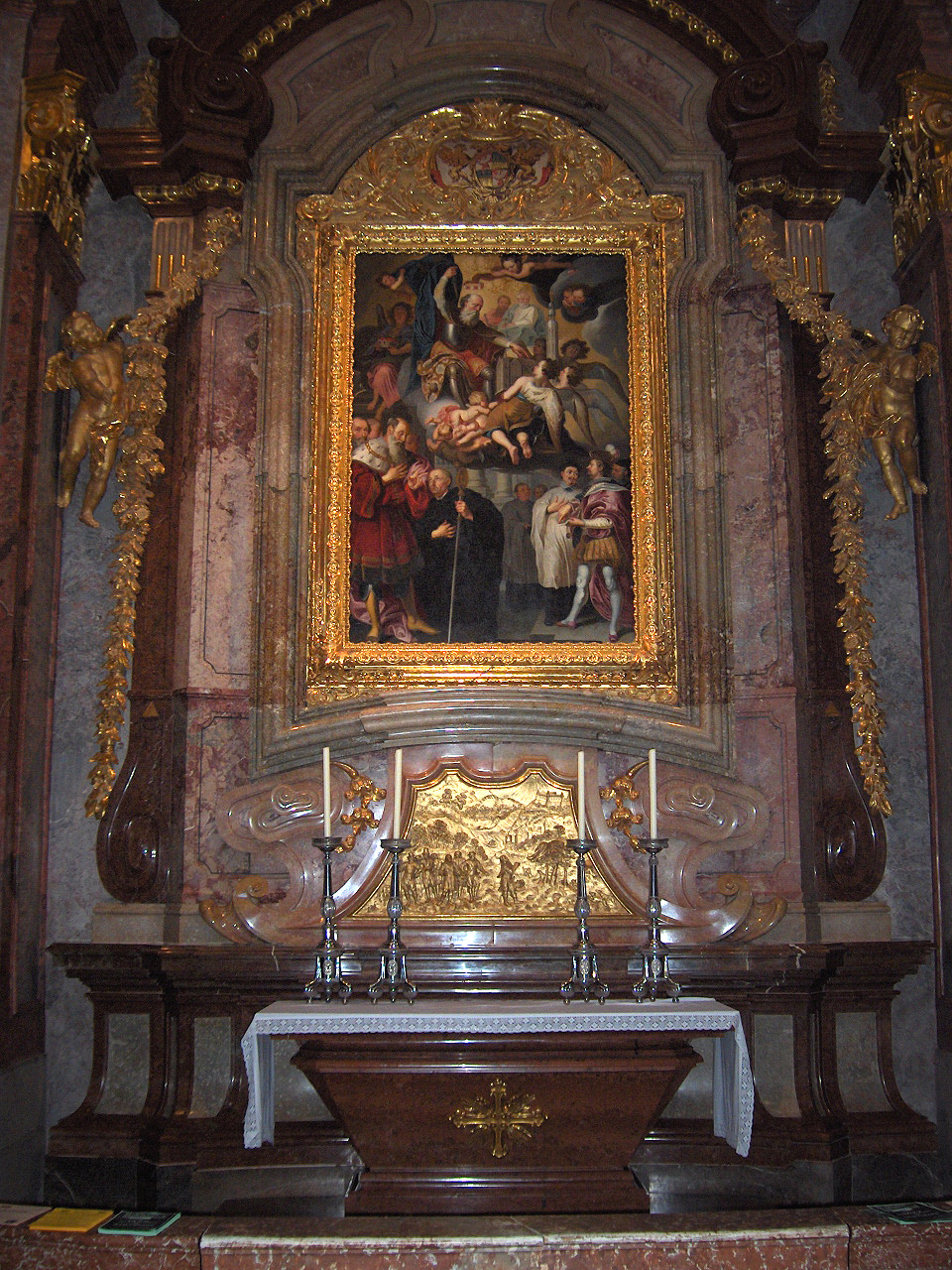
Leopold Altar, målning av Georg Bachman (1650)
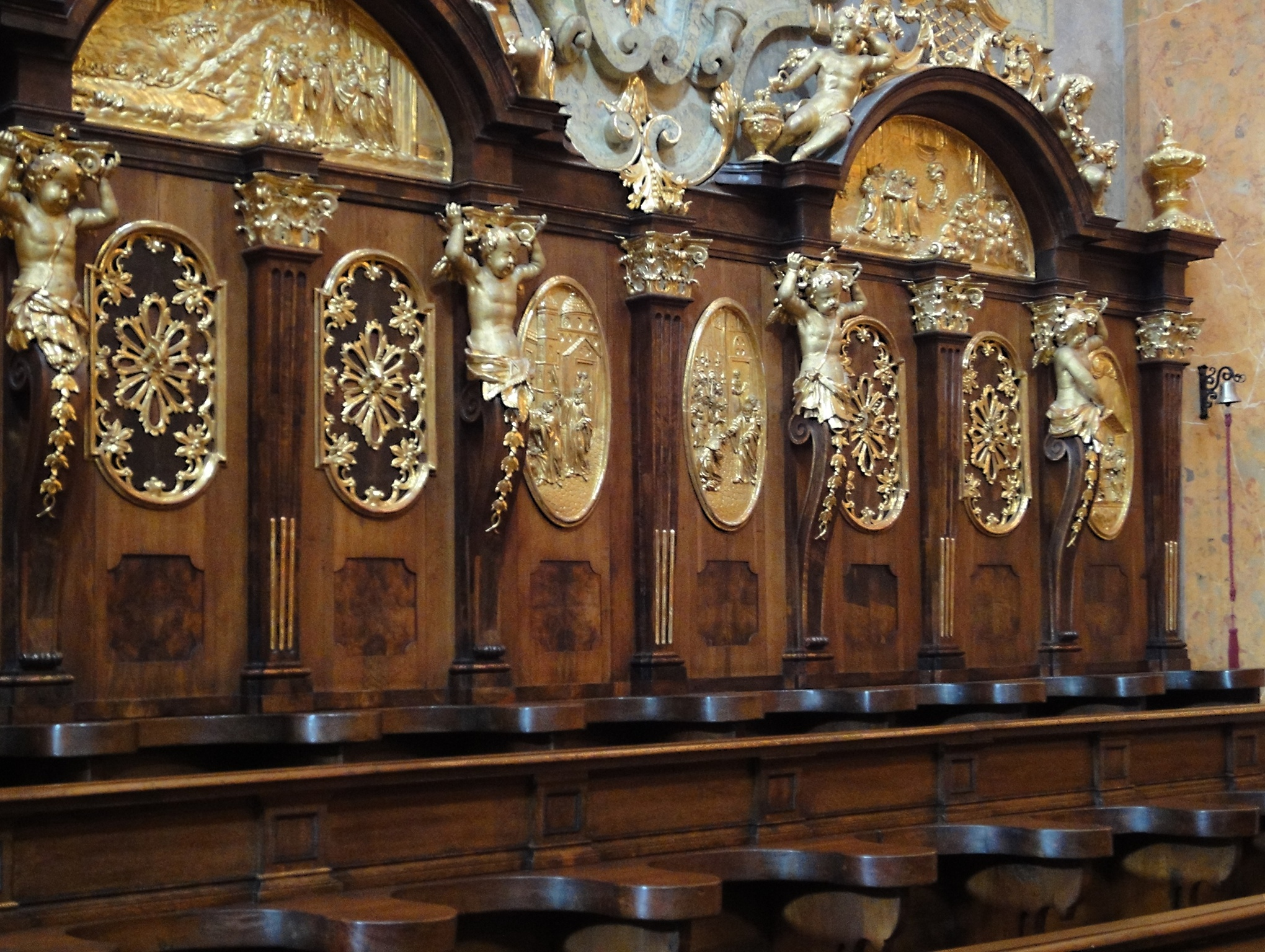
Korstolar
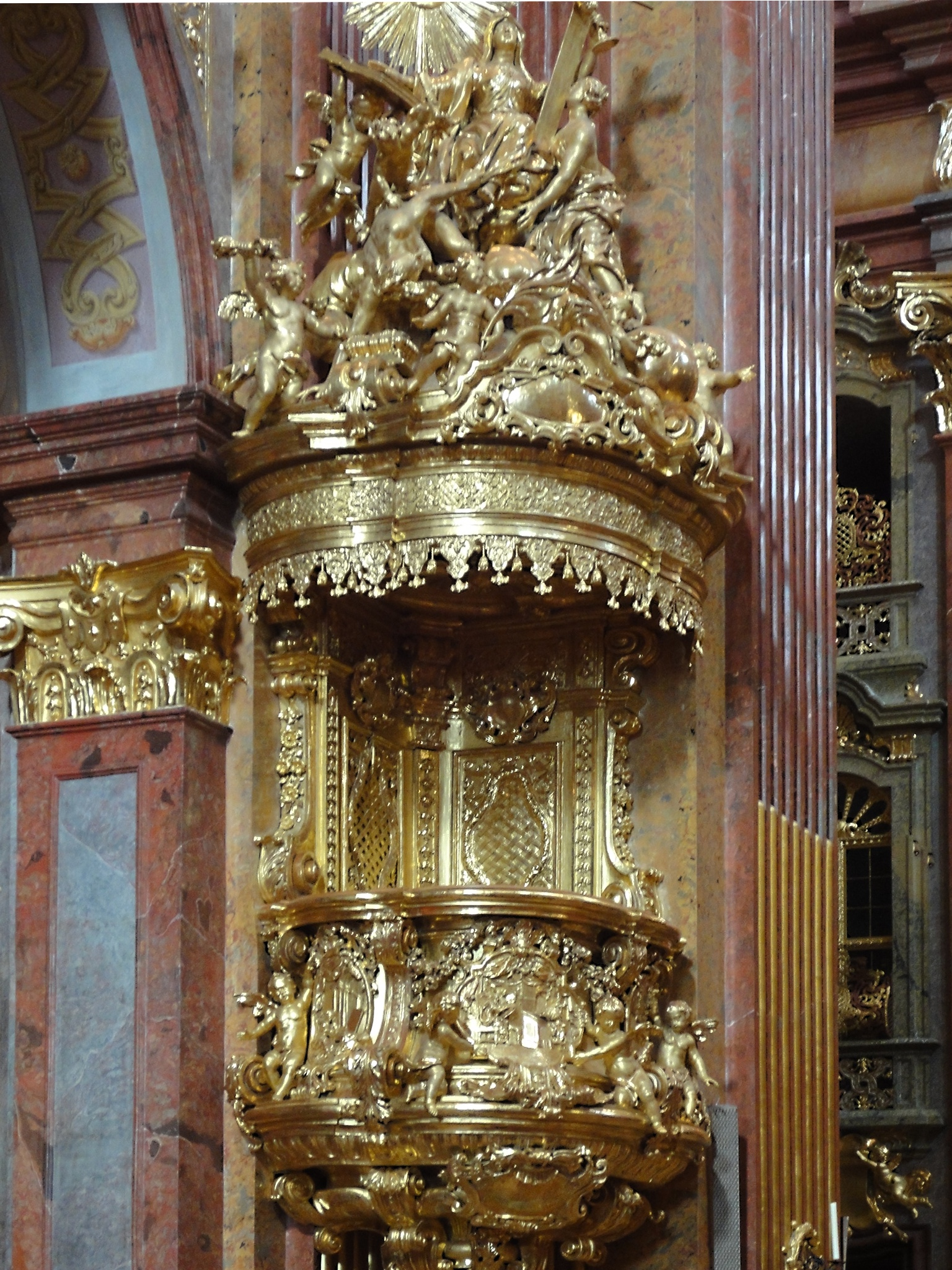
Predikstol
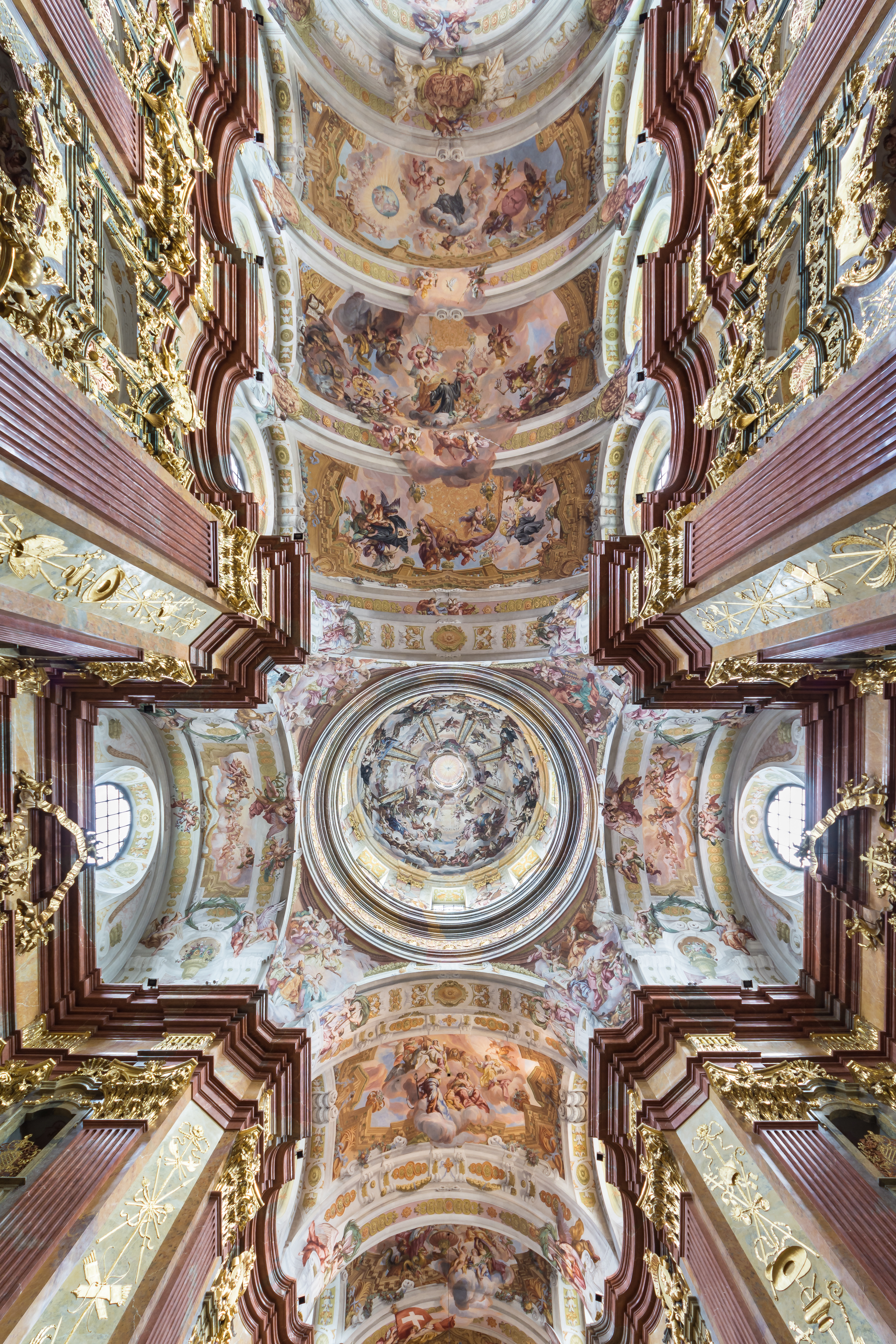
Takfresker
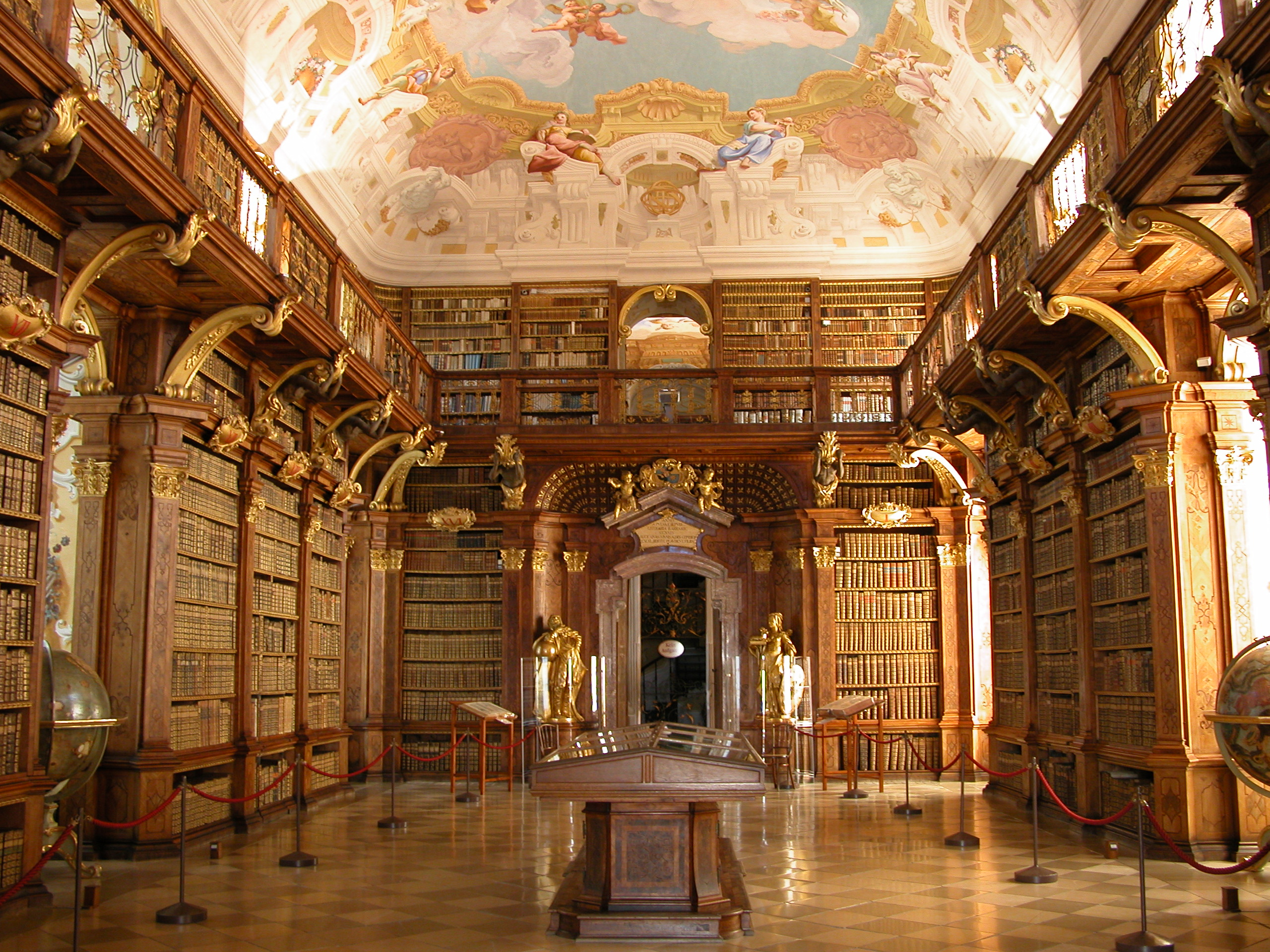
Melks bibliotek
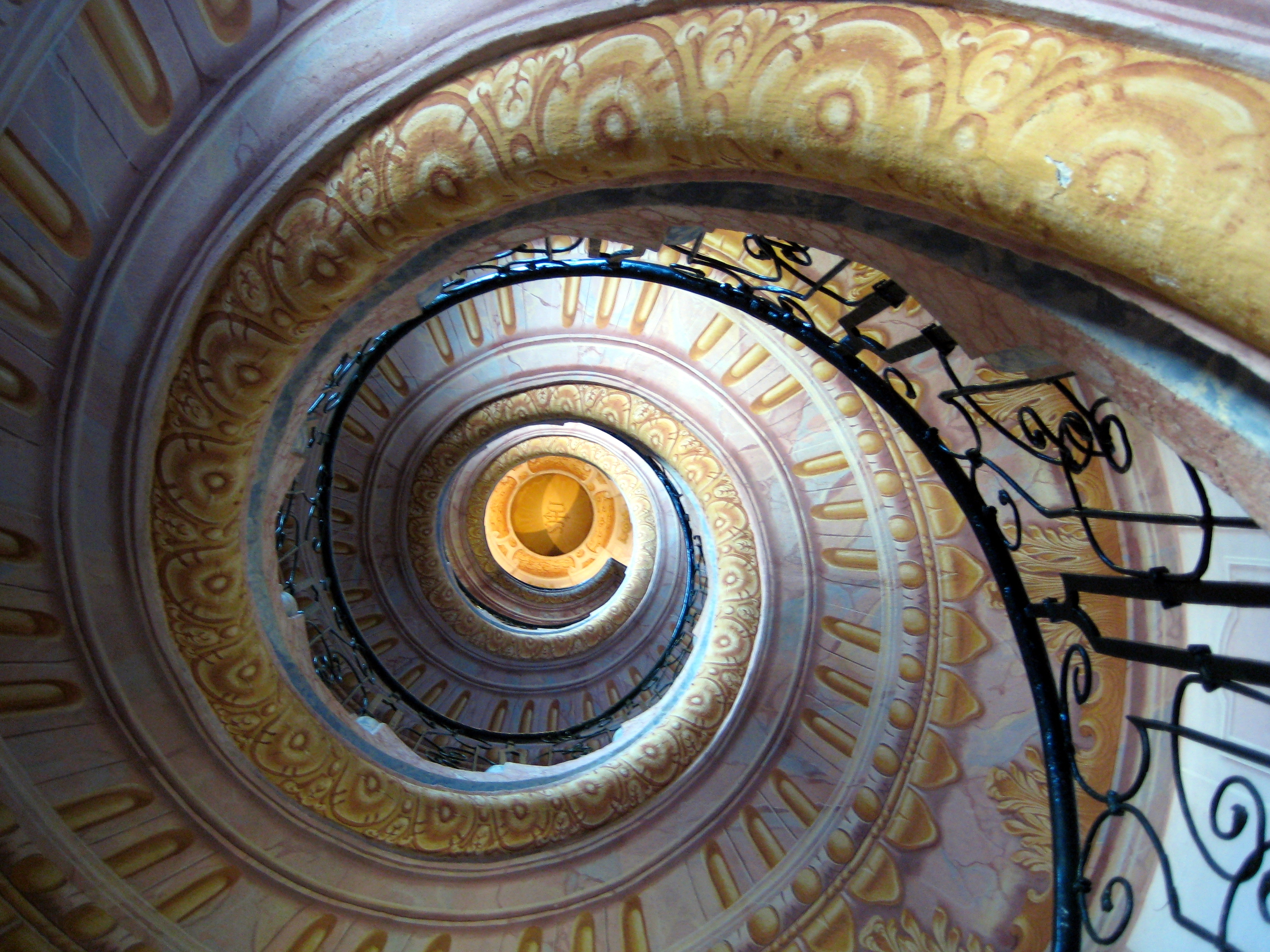
Trappa mellan biblioteket och kyrkan
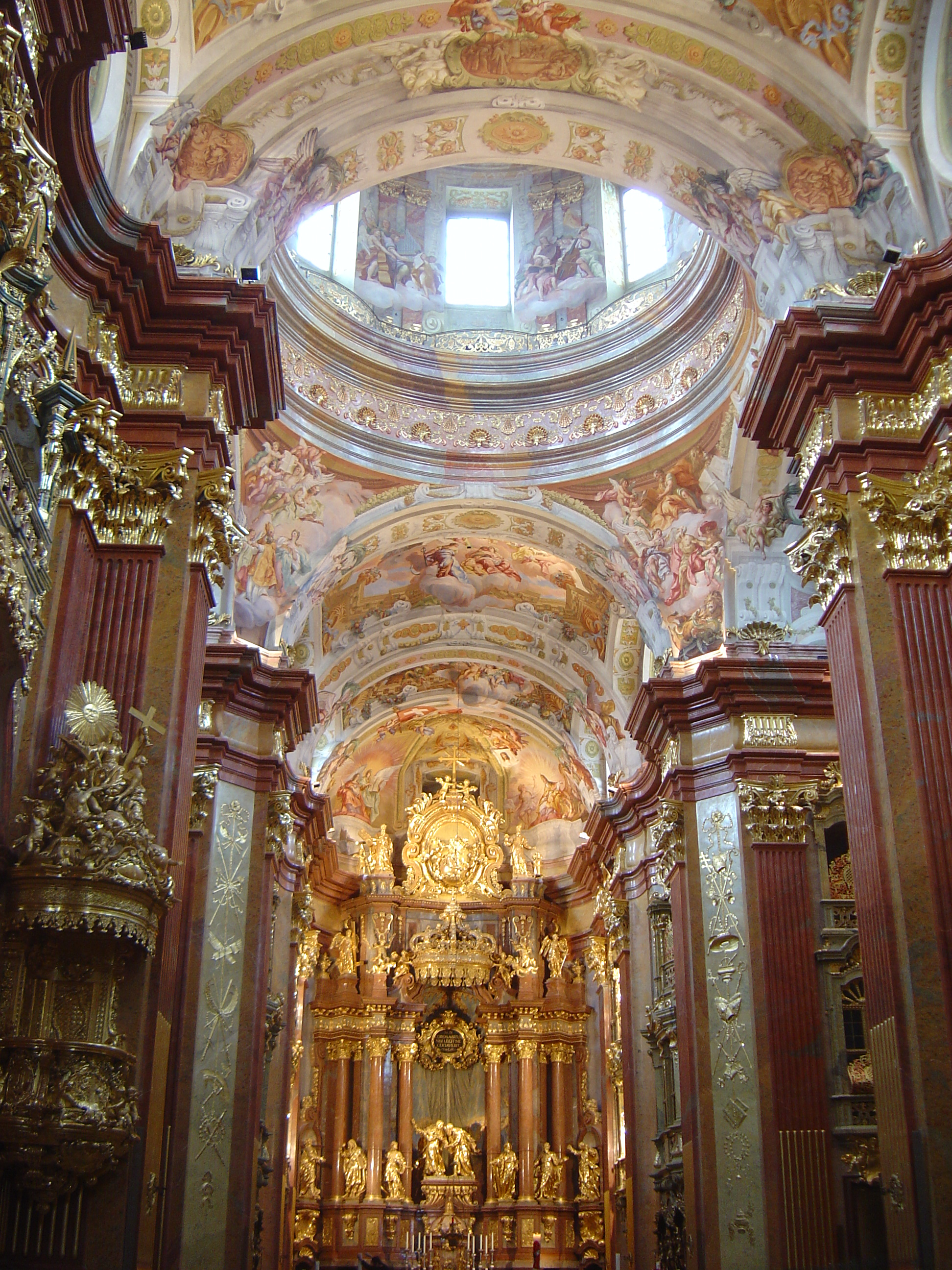
Klosterkyrkan
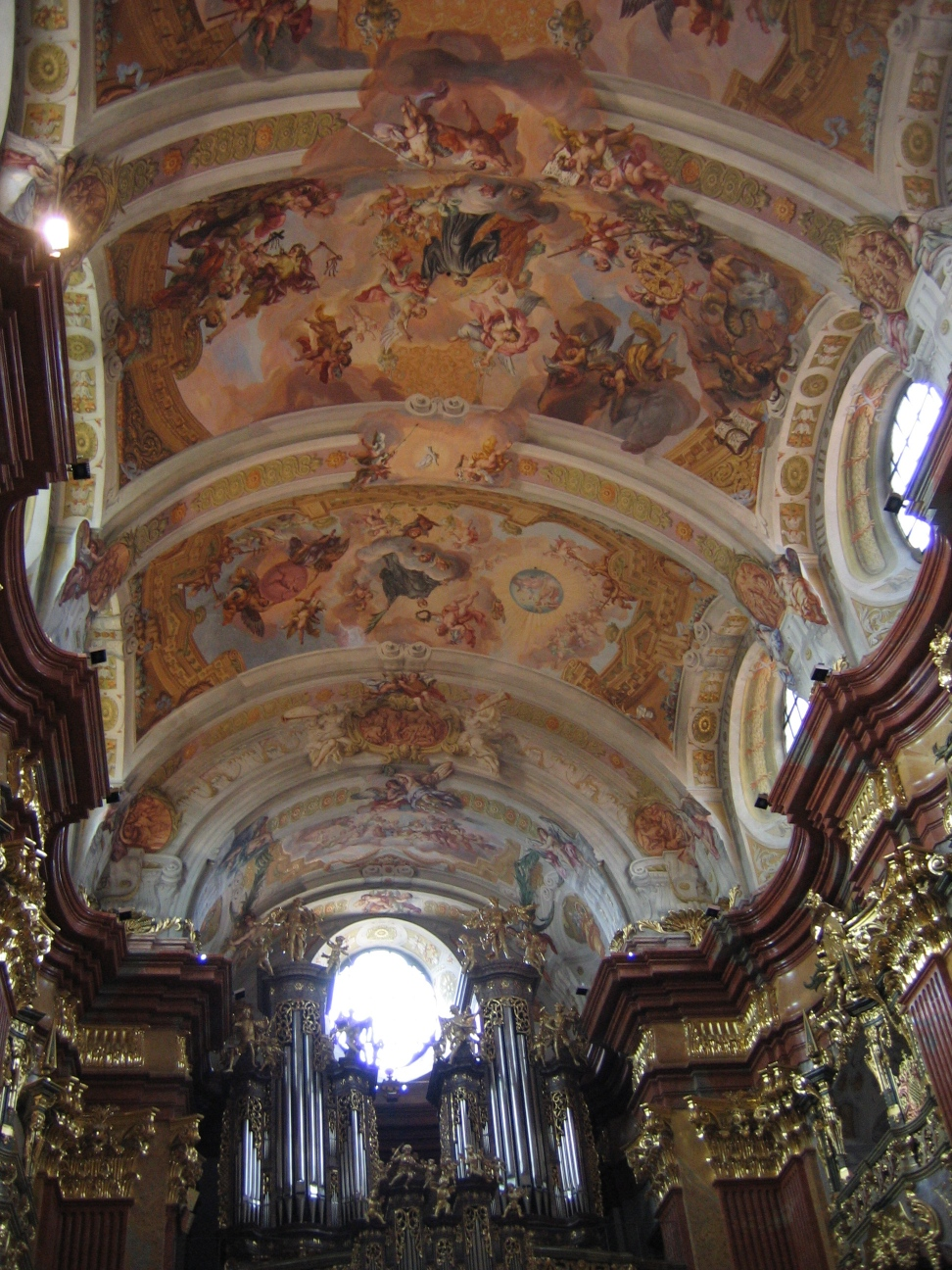
Tak med fresker i kyrkan
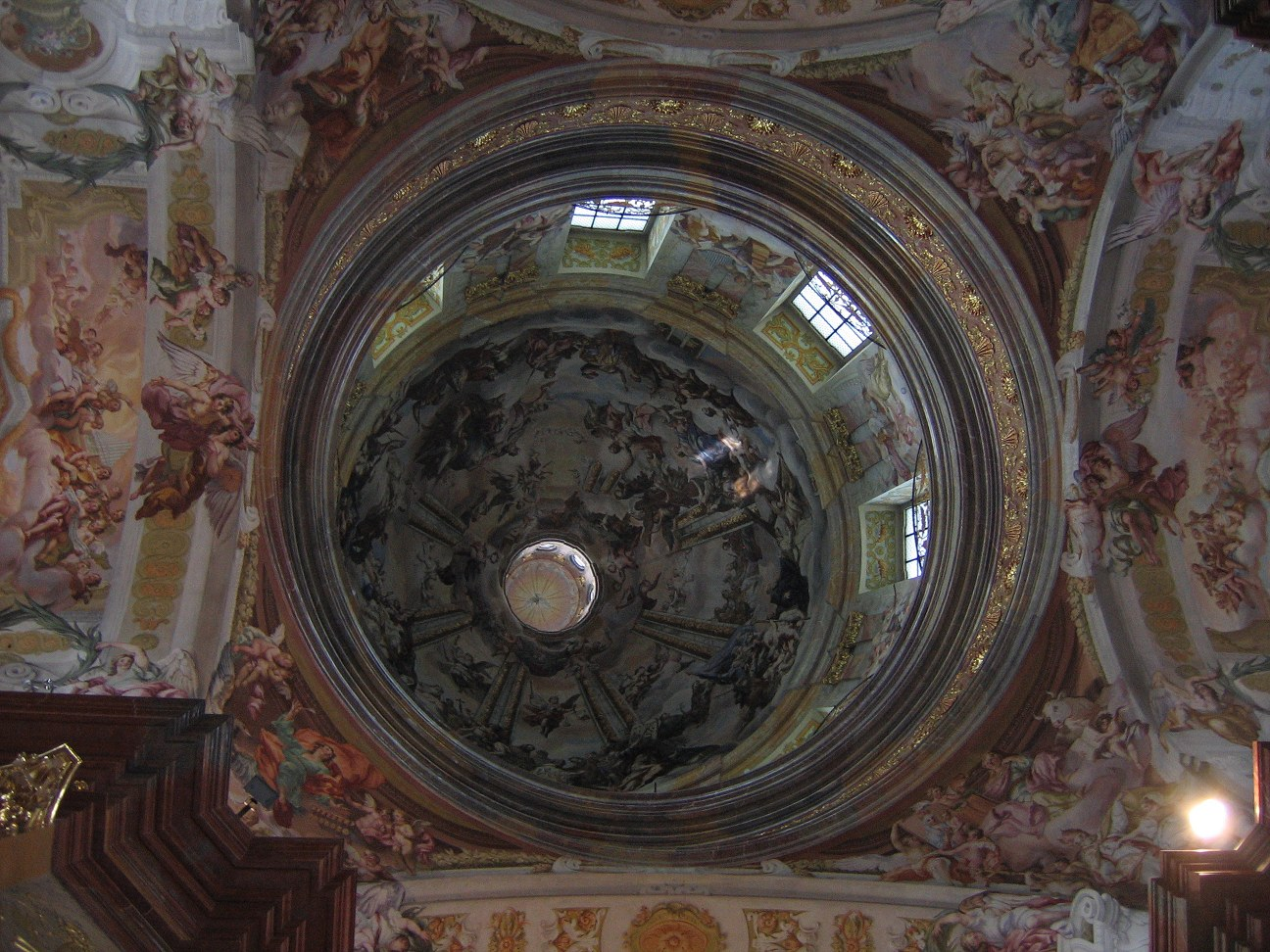
Kupol
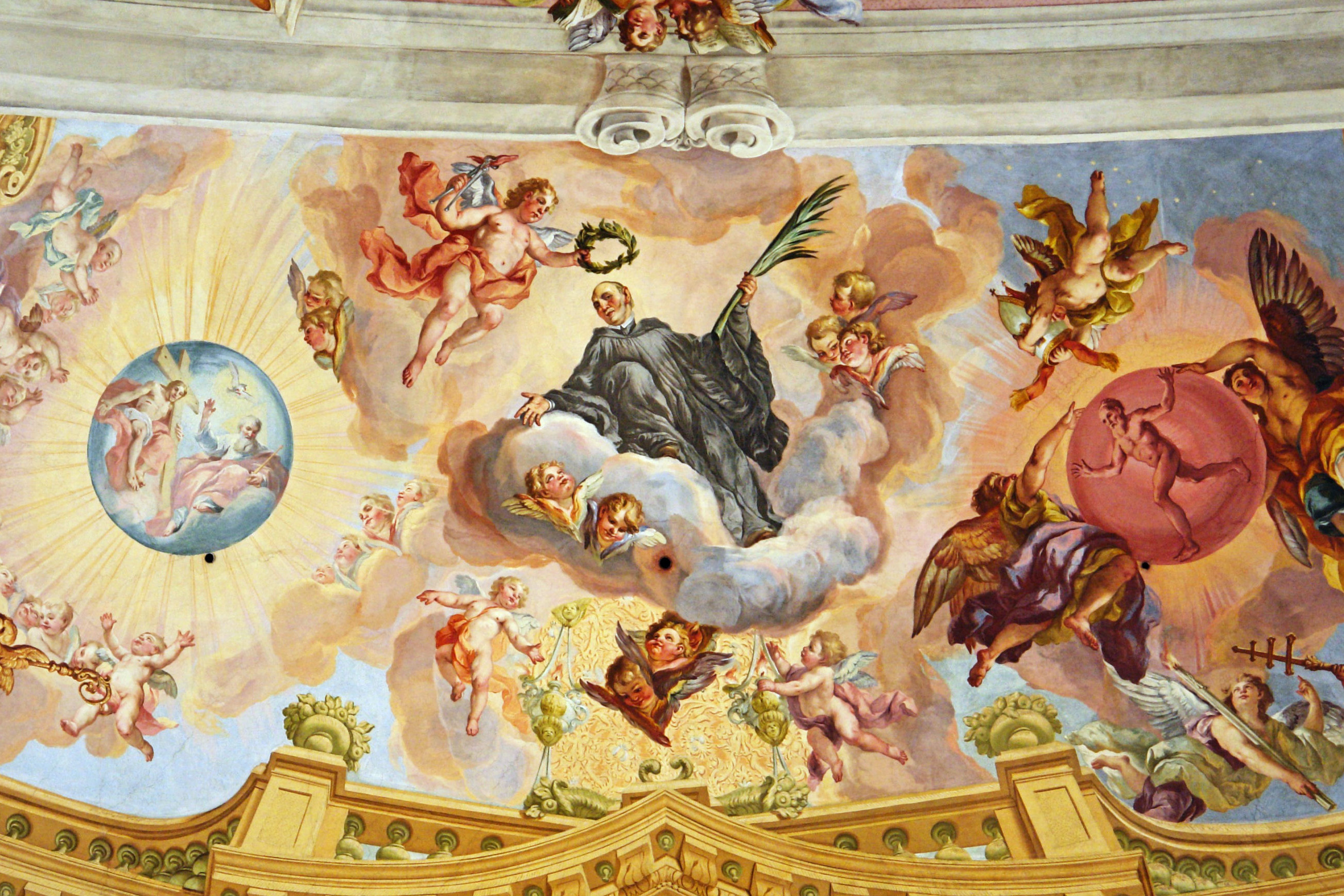
Munkens triumf, av Johann Michael Rottmayr
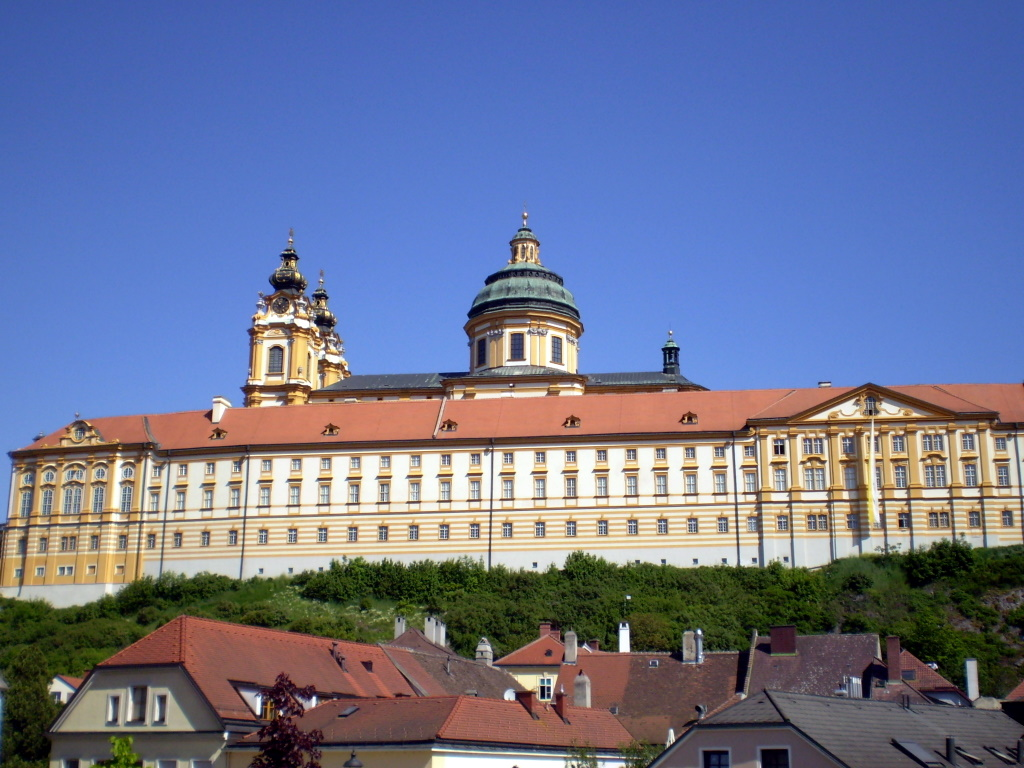
Stift Melk
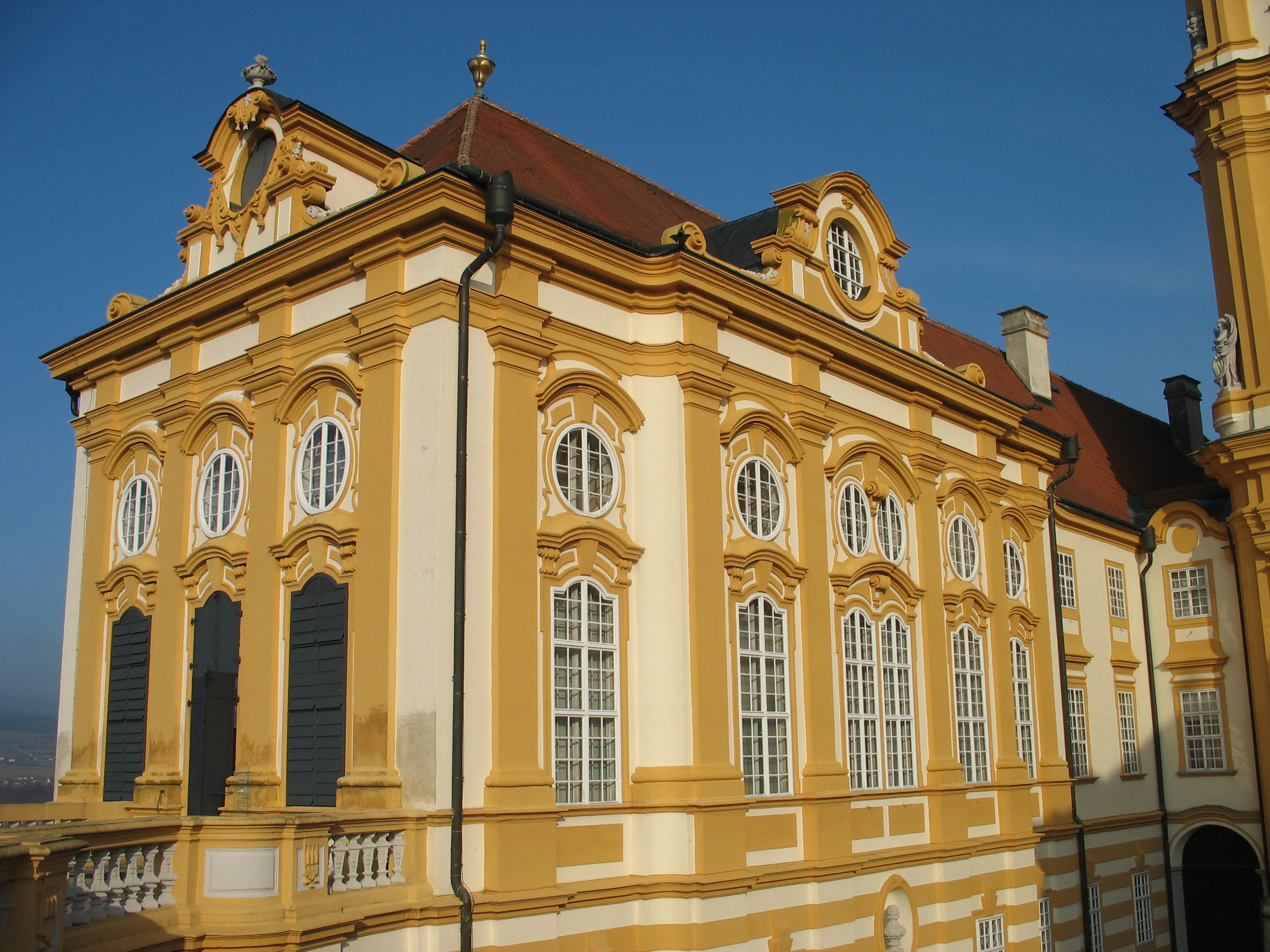
Stift Melk
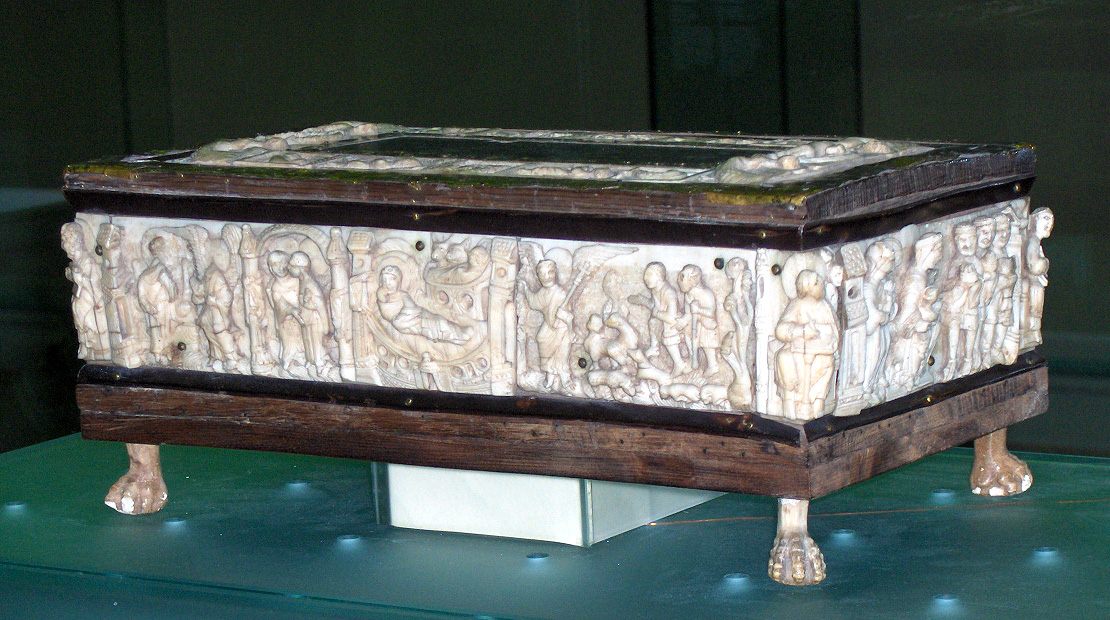
Margravine Swanhildes altare, 1200-talet
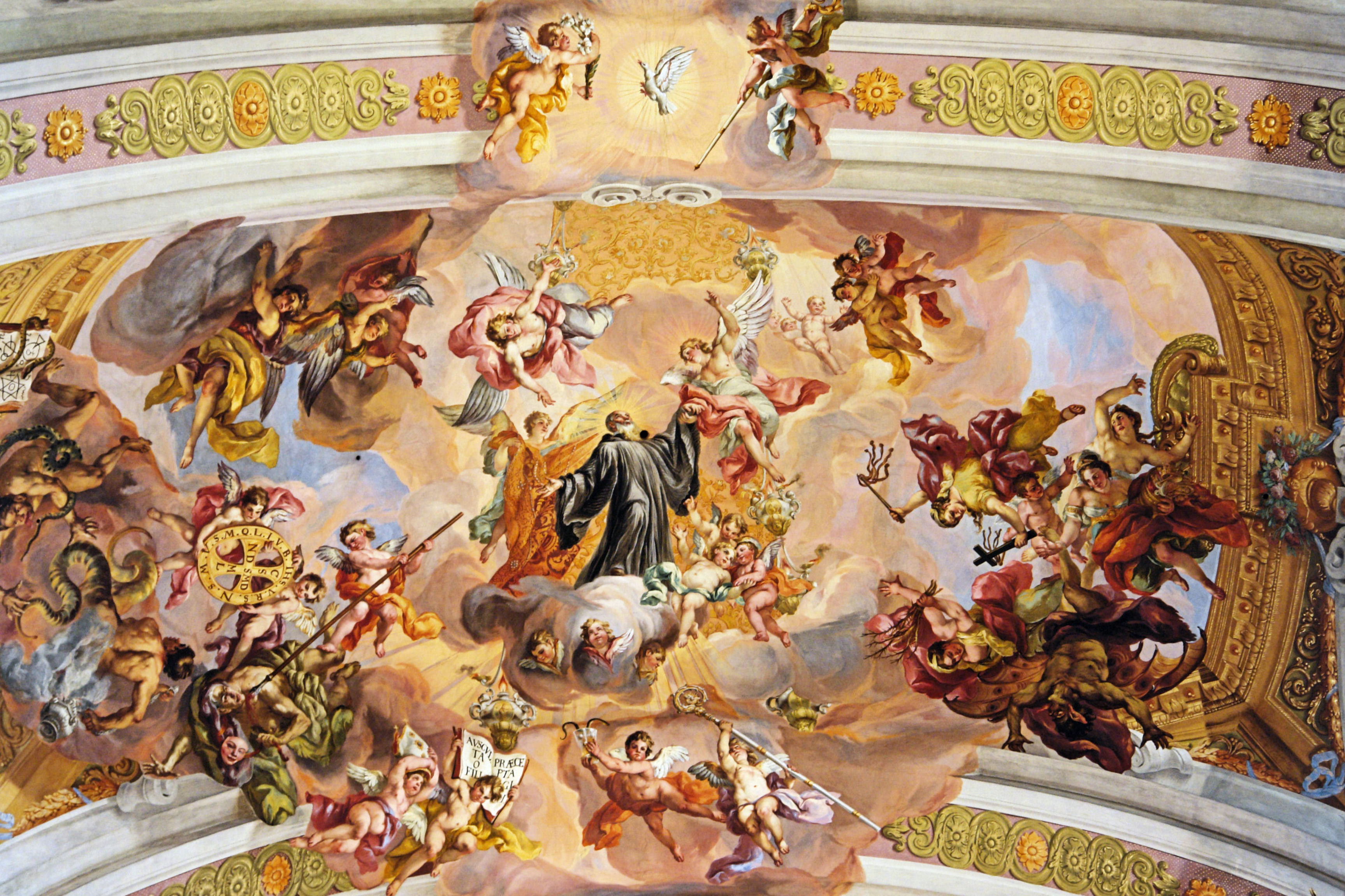
St. Benedicts jublande uppstigande till himlen, även den av Rottmayr
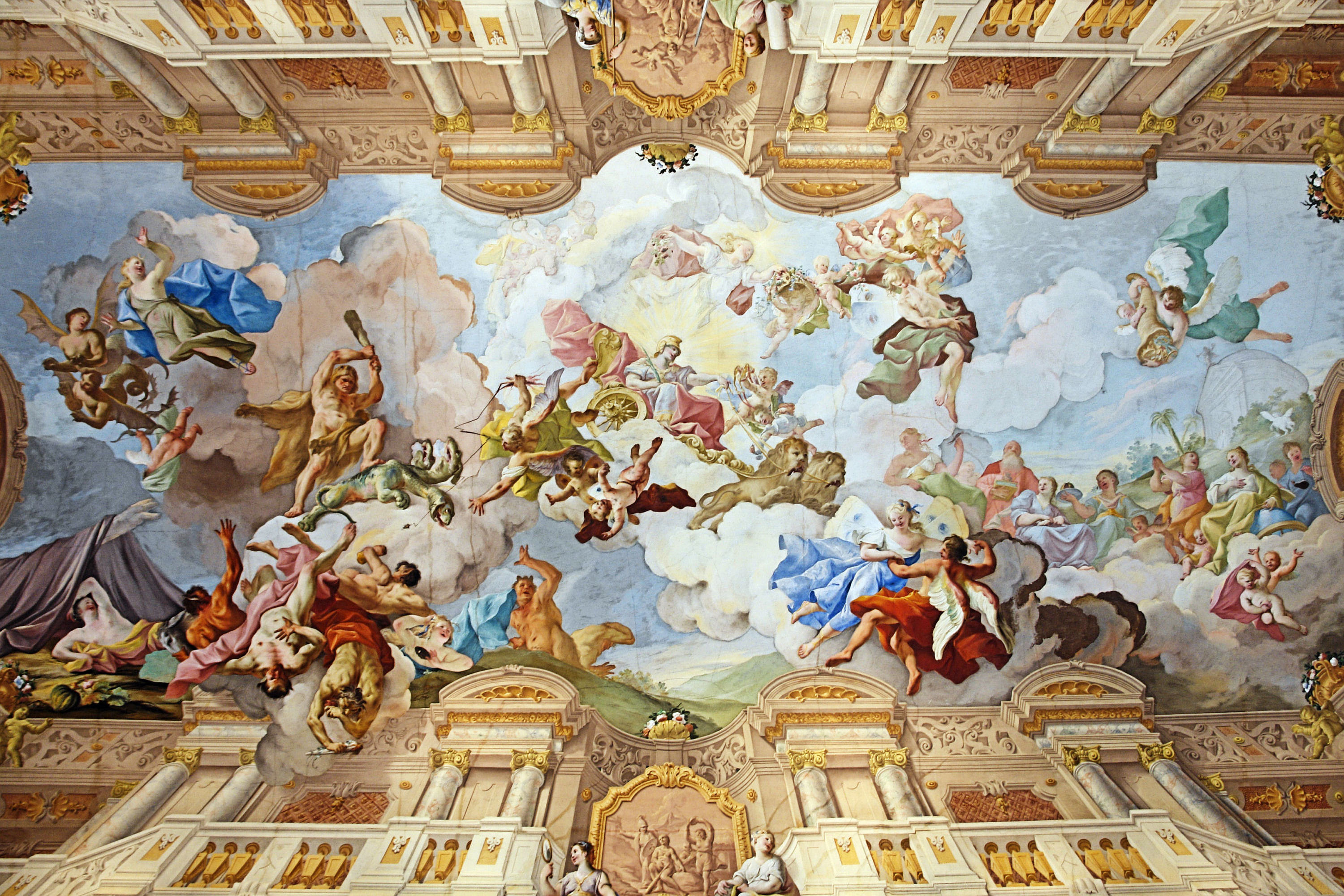
Takmålning i marmorhallen
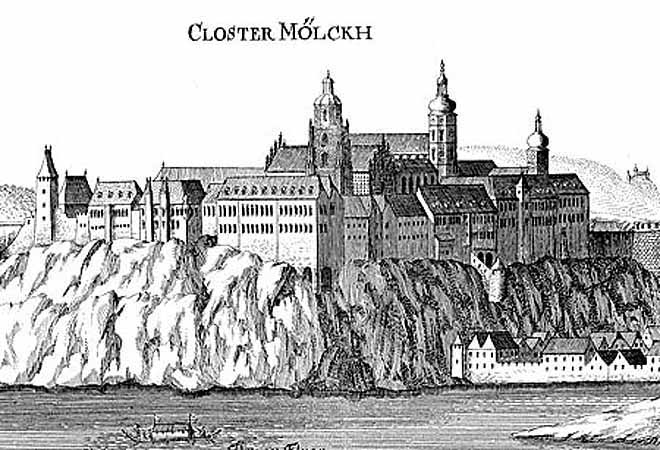
Stift Melk år 1672, innan det renoverades av Jakob Prandtauer.